# Sydstataren
Sydstataren är en amerikansk dramafilm från 1945 i regi av Jean Renoir. Det är en filmatisering av George Sessions Perrys roman Hold Autumn in Your Hand från 1941. I huvudrollerna ses Zachary Scott och Betty Field.

## Om filmen
Filmen hade premiär den 1 augusti 1945. Stockholmspremiär annandag jul samma år på biograferna Rialto vid Sveavägen och Ritio på Högbergsgatan. Filmen nominerades till tre Oscar: bästa regi, bästa ljud och bästa musik. Den tilldelades pris för bästa film vid filmfestivalen i Venedig 1946. Numera är filmen i public domain sedan rättighetsinnehavarna missat att förnya upphovsrätten. 
Sydstataren har sänts i SVT, bland annat 1993, 1998, 2018, i september 2020 och i mars 2024.

## Rollista
| Zachary Scott   | – Sam Tucker  |
| Betty Field     | – Nona Tucker |
| J. Carrol Naish | – Devers      |
| Beulah Bondi    | – Granny      |
| Percy Kilbride  | – Harmie      |
| Charles Kemper  | – Tim         |
| Blanche Yurka   | – Mama        |
| Norman Lloyd    | – Finley      |
| Estelle Taylor  | – Lizzie      |
| Paul Harvey     | – Ruston      |
| Noreen Nash     | – Becky       |
| Nestor Paiva    | – bartender   |